# Cầu ngói chợ Lương

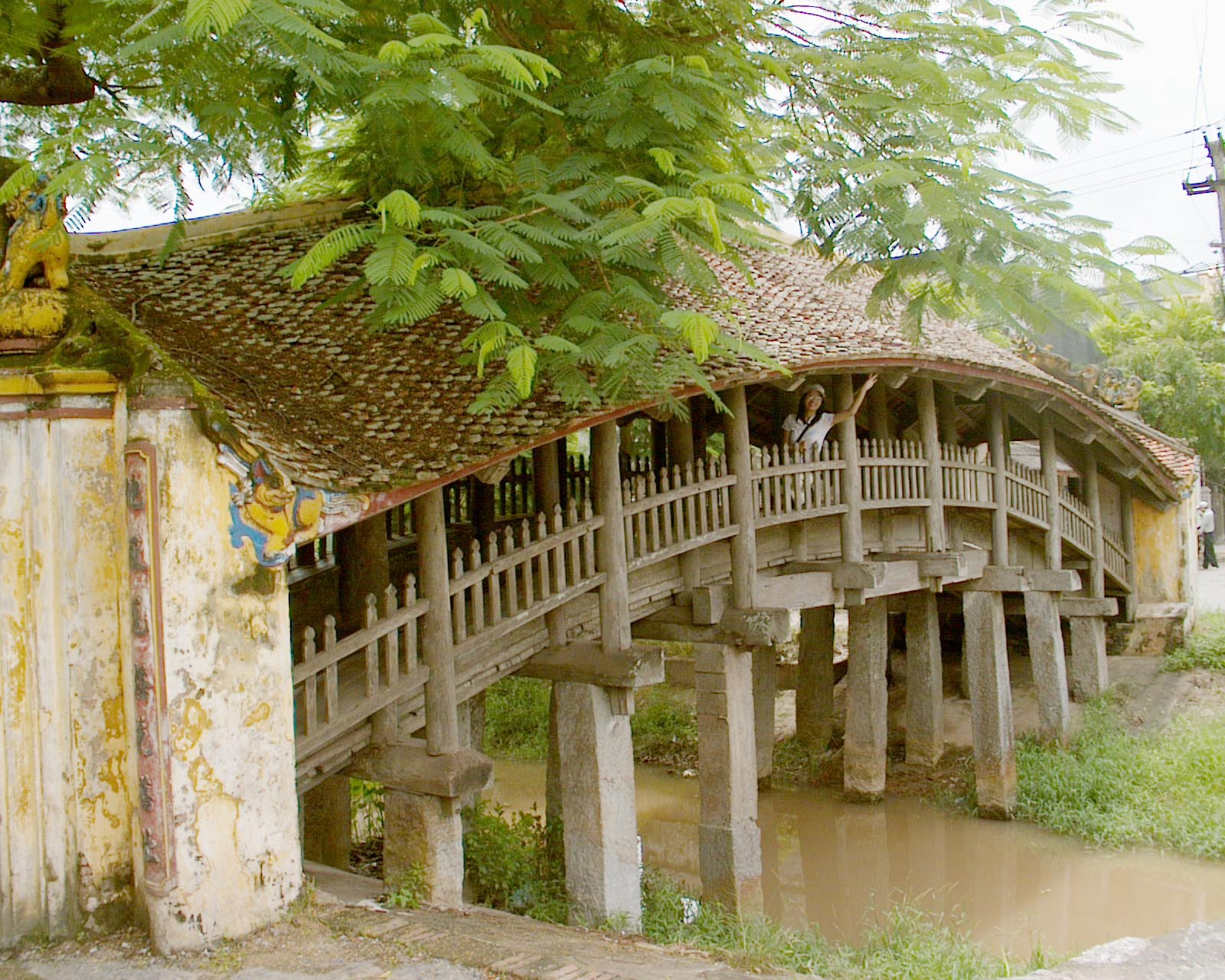
Cầu ngói vào năm 2004

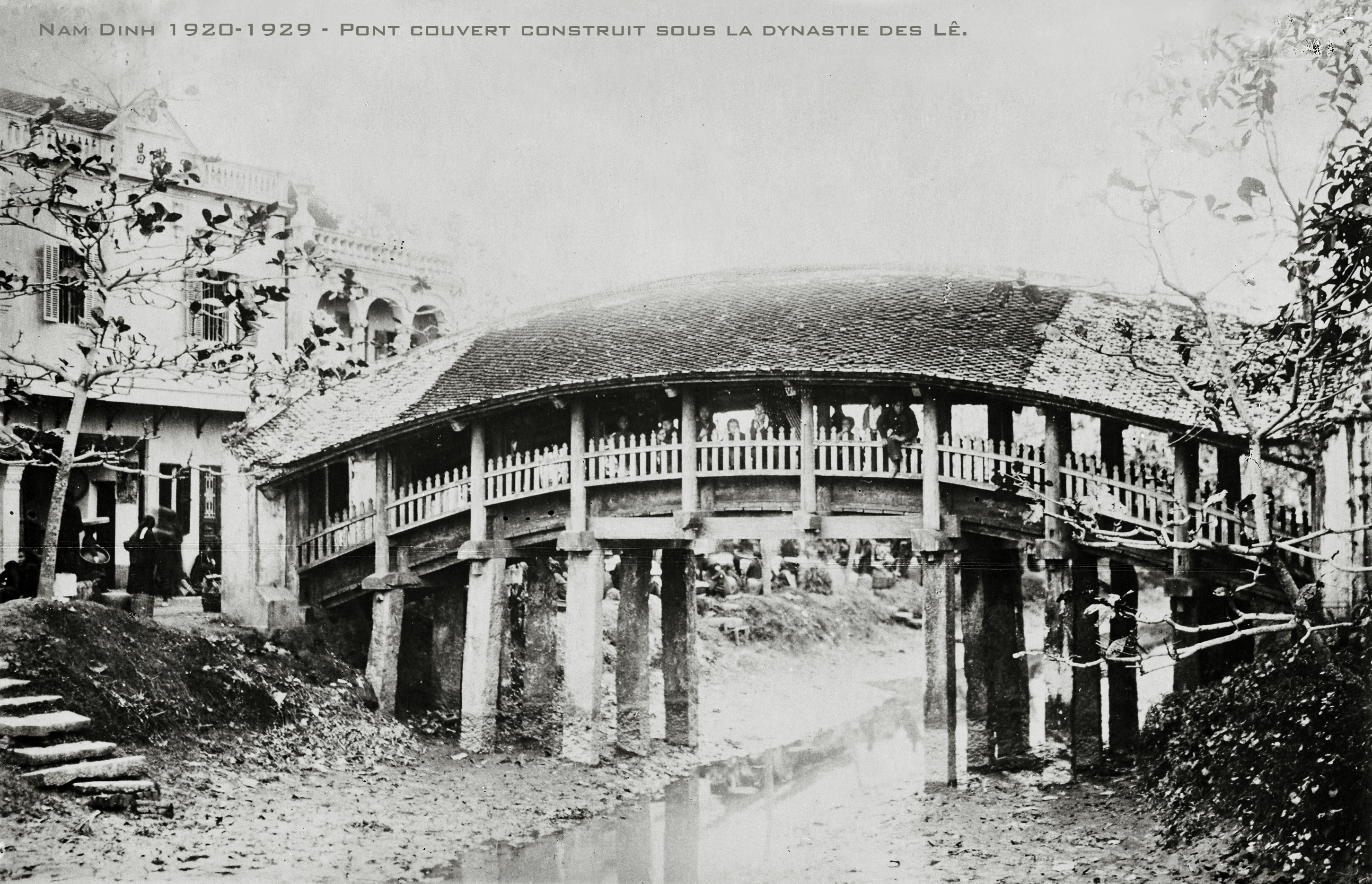
Cầu ngói Quần Phương vào thập niên 1920

Cầu ngói là một di tích lịch sử tại xã Hải Anh, huyện Hải Hậu, tỉnh Nam Định, Việt Nam. Cầu được xây dựng cách đây 500 năm, là một trong những cây cầu ngói cổ nổi tiếng Việt Nam (cùng với Chùa Cầu và cầu ngói Thanh Toàn).
Cầu Ngói thuộc cụm di tích cầu Ngói, chùa Lương, đình Phong Lạc, nằm trên con đường dẫn vào chùa. Cầu có cùng niên đại xây dựng với chùa Lương, là một trong những cây cầu cổ nhất tại vùng đất Quần Anh xưa.
Cầu được dựng trên 18 cột đá vuông, mỗi cạnh 35 cm xếp thành sáu hàng cột để đỡ toàn bộ 9 gian nhà của cầu. Trên cột đá là hệ thống xà ngang, xà dọc bằng gỗ lim to chắc để đỡ các dầm, nâng sàn cầu, nhà cầu. Sàn cầu được thiết kế làm hai phần rõ rệt. Phần sàn của lòng cầu rộng 2m, gồm nhiều thanh gỗ lim ghép lại nằm trên hàng dầm uốn cong, đồng thời có nhiều thanh gỗ ngắn hơn vút tròn cạnh tạo thành nhiều gờ nổi để khách bộ hành không bị ngã khi đi lại trên cầu. Hai bên lòng cầu là hai dãy hành lang được uốn cong theo lòng cầu. Hành lang cầu là nơi khách có thể dừng chân nghỉ ngơi và ngắm cảnh sông nước, làng quê.